# Sněženky ve Vysokém lese
Sněženky ve Vysokém lese je název přírodní památky jihozápadně od obce Chmelík v okrese Svitavy. Oblast spravuje Krajský úřad Pardubického kraje. 

## Předmět ochrany
Důvodem ochrany jsou zamokřené ekosystémy s bohatým výskytem sněženky podsněžníku (Galanthus nivalis). Chráněné území bylo vyhlášeno v roce 1994.

## Popis lokality
Tzv. Sněženkové údolí se nachází v zalesněné oblasti, zvané Vysoký les, asi 2,5 km jihozápadně od Chmelíku a 1,2 km jihovýchodně od osady Vysoký Les, která je administrativně částí obce Sebranice. Vysokým lesem, v němž převažují smrkové porosty, procházejí od severu k jihu dvě údolí. Přírodní památku tvoří část západněji položeného údolí v úseku mezi sevrním okrajem lesa a Demelovou kaplí.
Ve Sněženkovém údolí není žádný stálý vodní tok, voda se zde objevuje jen při tání sněhu a následně se rychle vsakuje. Geologické podloží je zde tvořeno horninami převážně středněturonského stáří, slínovci či prachovci.Sněženky v tomto údolí rostou na bývalých loukách, částečně osázených jasany a kleny.

## Galerie

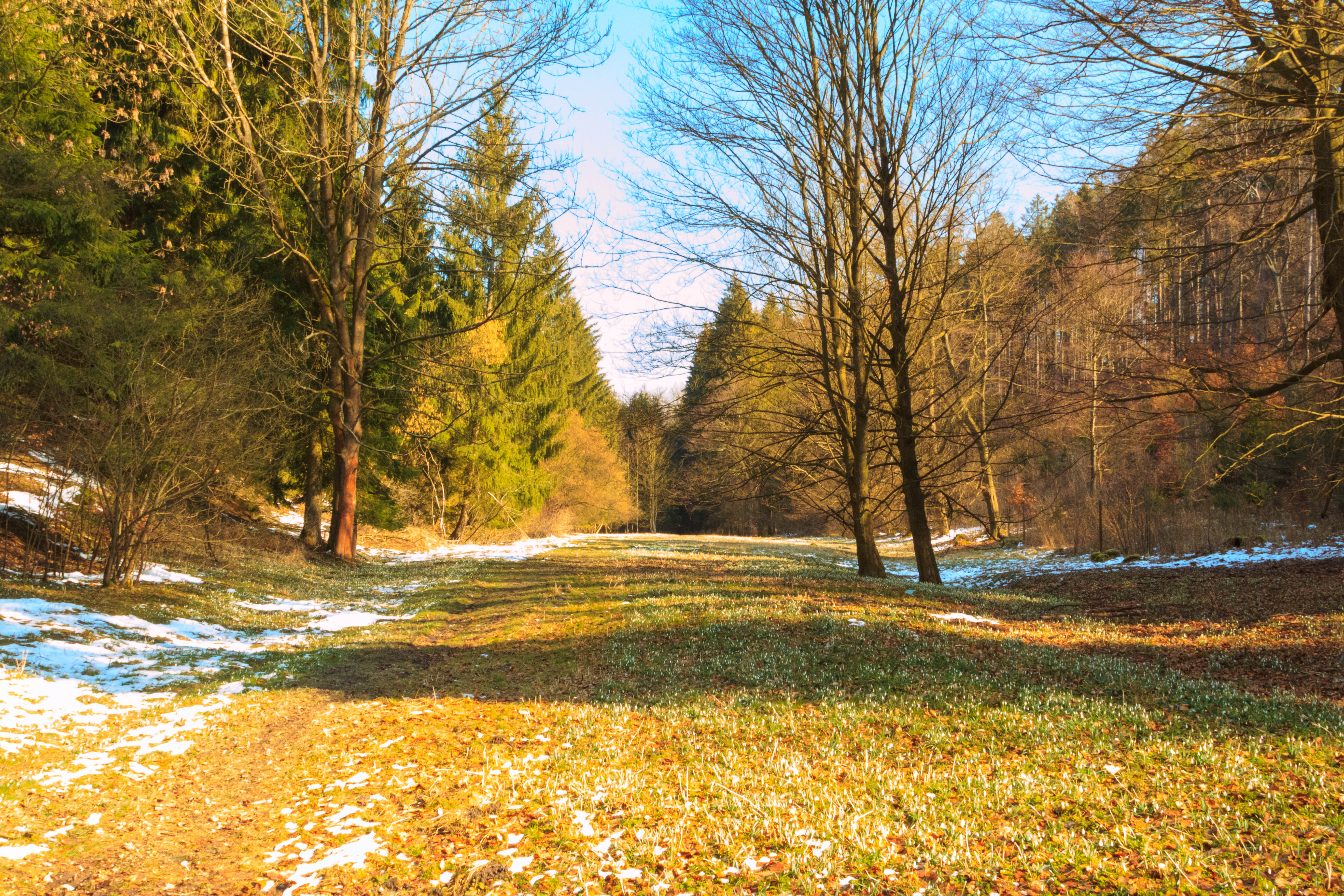
Loučka se sněženkami
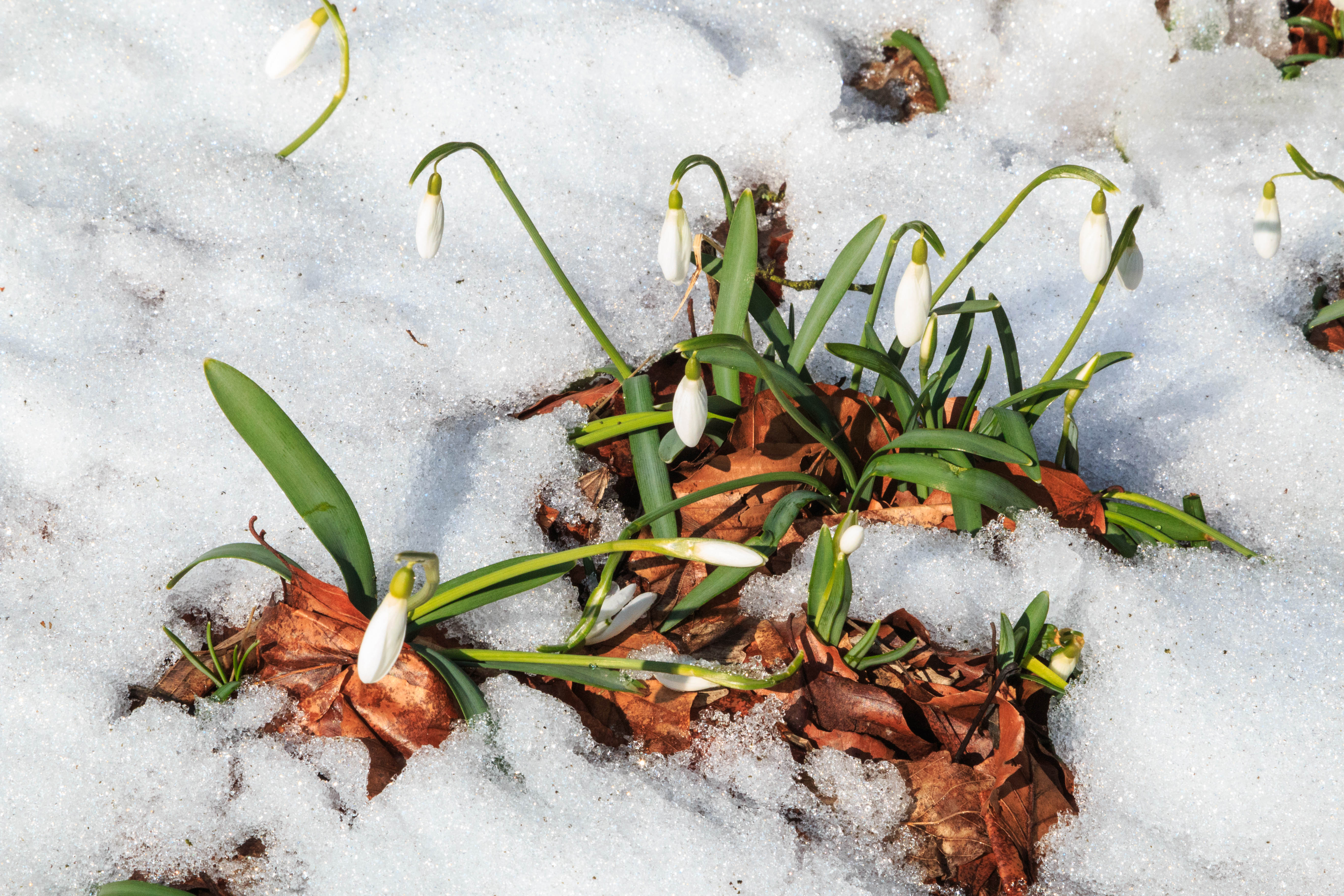
Kvetoucí sněženky
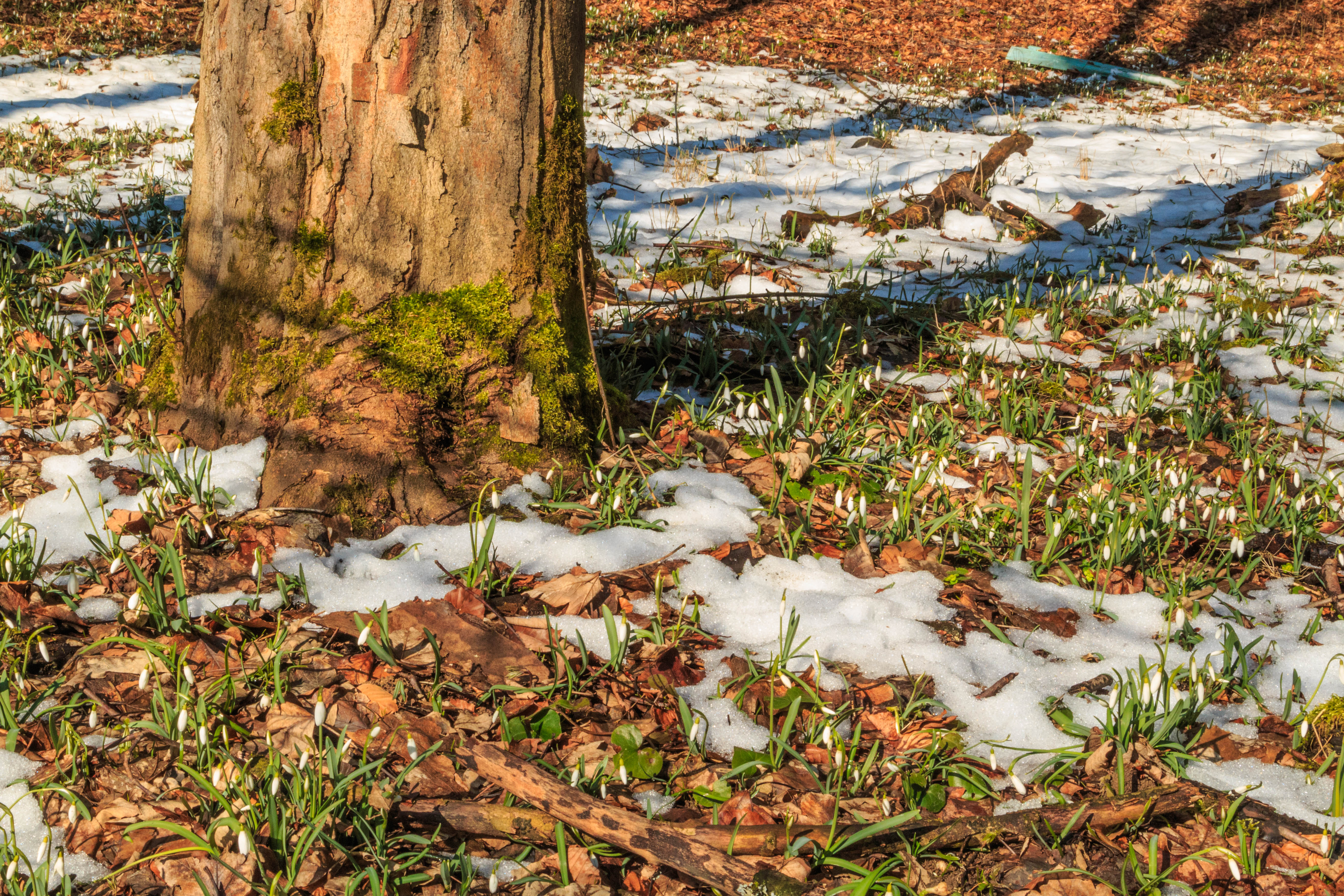
Sněženky pod stromem
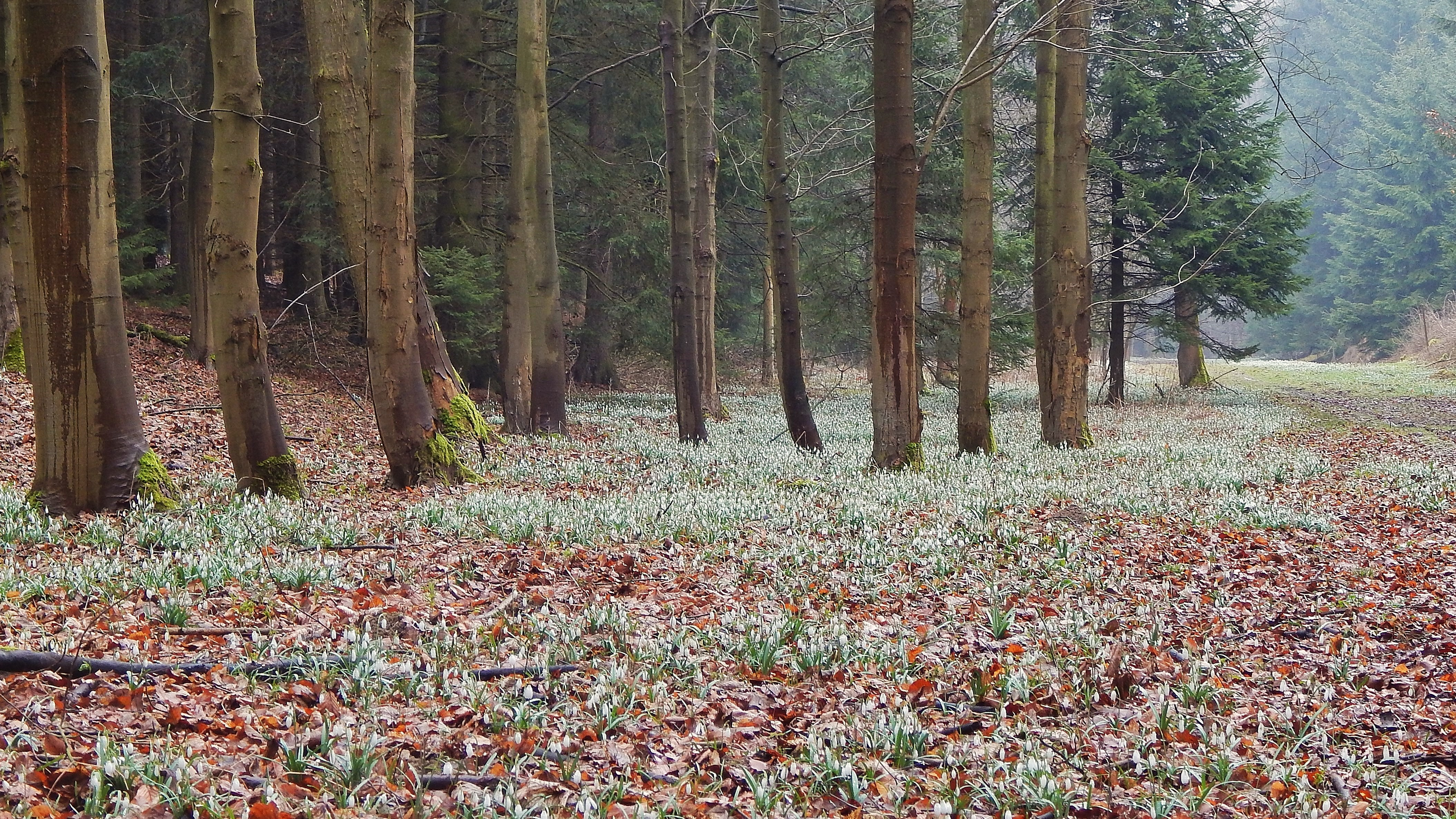
Sněženkové údolí
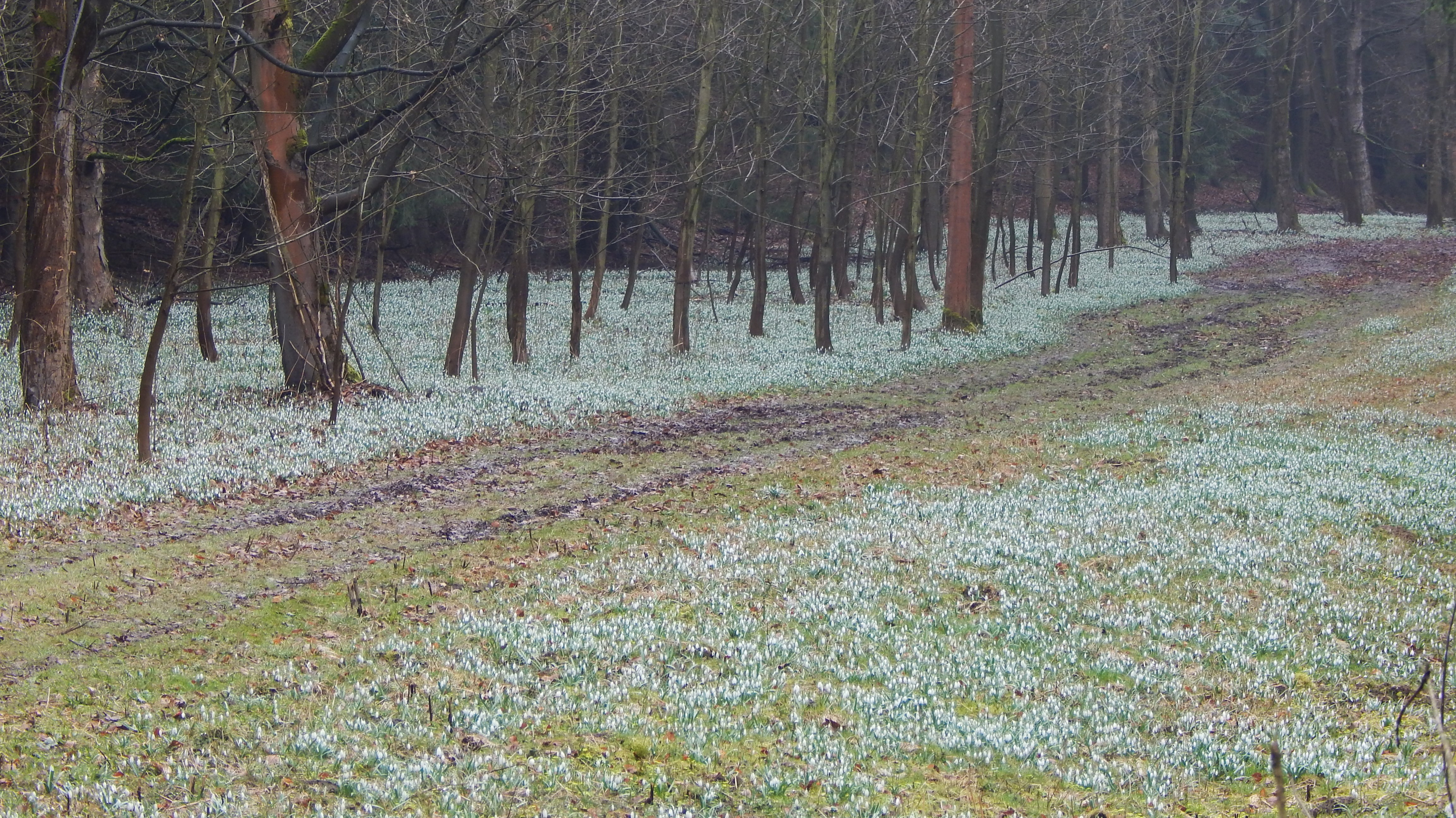
Cesta chráněným územím